# Dicranota pristis
Dicranota pristis är en tvåvingeart som beskrevs av Alexander 1964. Dicranota pristis ingår i släktet Dicranota och familjen hårögonharkrankar. Inga underarter finns listade i Catalogue of Life.